# أمير أباد (غربي أردبيل)
امیر أباد (بالفارسية: امیرآباد) هي منطقة سكنية تقع في إيران في قسم الغربي الريفي. يقدر عدد سكانها بـ 38 نسمة .